# هاروغيت

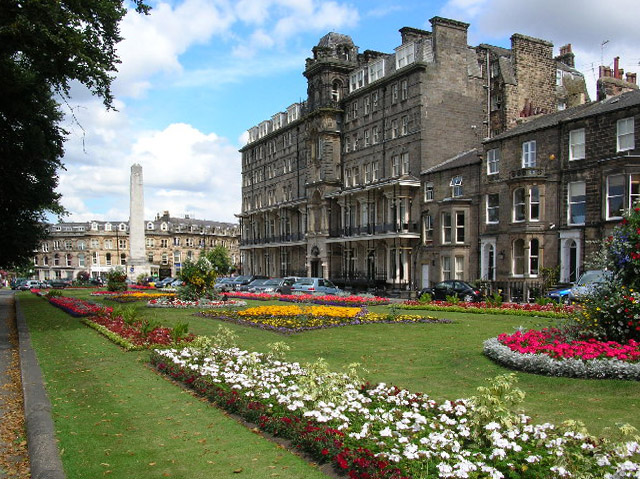

هاروغيت مدينة بريطانية، تقع في مقاطعة نورث يوركشاير، أنشأت في القرن السابع عشر. وهي مدينة جميله جداً، وتشتهر بجمال متنزهاتها وزهورها الجميلة وهي مقصد سياحي شهير. تتميز بحمامات المياه الطبيعية، التي تعتبر أحد عوامل الجذب السياحي العالمي، وبلدة بمثابة المكان المثالي يمكن من خلالها استكشاف يوركشاير والأودية المجاورة للحديقة الوطنية.

## المناخ
يظهر الجدول التالي التغييرات المناخية على مدار السنة لهاروغيت:
| البيانات المناخية لـهاروغيت       | البيانات المناخية لـهاروغيت | البيانات المناخية لـهاروغيت | البيانات المناخية لـهاروغيت | البيانات المناخية لـهاروغيت | البيانات المناخية لـهاروغيت | البيانات المناخية لـهاروغيت | البيانات المناخية لـهاروغيت | البيانات المناخية لـهاروغيت | البيانات المناخية لـهاروغيت | البيانات المناخية لـهاروغيت | البيانات المناخية لـهاروغيت | البيانات المناخية لـهاروغيت | البيانات المناخية لـهاروغيت |
| الشهر                             | يناير                       | فبراير                      | مارس                        | أبريل                       | مايو                        | يونيو                       | يوليو                       | أغسطس                       | سبتمبر                      | أكتوبر                      | نوفمبر                      | ديسمبر                      | المعدل السنوي               |
| --------------------------------- | --------------------------- | --------------------------- | --------------------------- | --------------------------- | --------------------------- | --------------------------- | --------------------------- | --------------------------- | --------------------------- | --------------------------- | --------------------------- | --------------------------- | --------------------------- |
| الدرجة القصوى °م (°ف)             | 16 (61)                     | 17 (63)                     | 22 (72)                     | 25 (77)                     | 30 (86)                     | 32 (90)                     | 34 (93)                     | 33 (91)                     | 29 (84)                     | 27 (81)                     | 20 (68)                     | 17 (63)                     | 34 (93)                     |
| متوسط درجة الحرارة الكبرى °م (°ف) | 6.9 (44.4)                  | 7.5 (45.5)                  | 10.0 (50.0)                 | 12.6 (54.7)                 | 16.0 (60.8)                 | 18.8 (65.8)                 | 21.2 (70.2)                 | 20.8 (69.4)                 | 18.0 (64.4)                 | 13.9 (57.0)                 | 9.7 (49.5)                  | 6.9 (44.4)                  | 13.6 (56.5)                 |
| متوسط درجة الحرارة الصغرى °م (°ف) | 0.8 (33.4)                  | 0.9 (33.6)                  | 2.4 (36.3)                  | 3.9 (39.0)                  | 6.7 (44.1)                  | 9.7 (49.5)                  | 11.8 (53.2)                 | 11.6 (52.9)                 | 9.5 (49.1)                  | 6.6 (43.9)                  | 3.3 (37.9)                  | 0.9 (33.6)                  | 5.7 (42.3)                  |
| أدنى درجة حرارة °م (°ف)           | −16 (3)                     | −10 (14)                    | −13 (9)                     | −3 (27)                     | 1 (34)                      | 2 (36)                      | 5 (41)                      | 5 (41)                      | −1 (30)                     | −4 (25)                     | −8 (18)                     | −11 (12)                    | −16 (3)                     |
| الهطول مم (إنش)                   | 52.7 (2.07)                 | 39.9 (1.57)                 | 44.9 (1.77)                 | 50.1 (1.97)                 | 43.8 (1.72)                 | 58.0 (2.28)                 | 53.2 (2.09)                 | 62.4 (2.46)                 | 46.9 (1.85)                 | 57.7 (2.27)                 | 57.8 (2.28)                 | 55.8 (2.20)                 | 626.0 (24.65)               |
| متوسط أيام هطول الأمطار           | 11.1                        | 9.1                         | 9.5                         | 9.3                         | 9.1                         | 9.3                         | 8.9                         | 10.0                        | 8.6                         | 10.4                        | 11.3                        | 10.7                        | 117.2                       |
| ساعات سطوع الشمس الشهرية          | 40                          | 59                          | 98                          | 141                         | 190                         | 218                         | 229                         | 203                         | 156                         | 103                         | 65                          | 47                          | 1٬548                       |
| المصدر: Met Office                |                             |                             |                             |                             |                             |                             |                             |                             |                             |                             |                             |                             |                             |

## أعلام
- لوك غاربوت
- هربرت هارت
- أندي أوبراين
- جون سكيلس
- إليزابيث هاميلتون
- جيم كارتر
- توني نيكلسون
- جيف يونغ